# Benny Bailey
Benny Bailey (Cleveland, 1925. augusztus 13. vagy 1924 – Amszterdam, 2005. április 15. vagy 2005. április 14.) amerikai dzsessztrombitás.

## Pályafutása
Az ohiói Clevelandből származó Bailey rövid ideig fuvolázni és zongorázni tanult, mielőtt áttért a trombitára. Nagy hatással volt rá a a szintén clevelandi Tadd Dameron, aki jelentős hatással volt más clevelandi zenészekre is, például Albert Aylerre, Bob Cunninghamre, Bobby Fewre, Bill Hardmanre és Frank Wrightra.
Bailey Tony Lovanoval, Joe Lovano apjával játszott.
Bailey az 1940-es évek elején Bull Moose Jacksonnal és Scatman Crothersszel dolgozott, később Később Dizzy Gillespie-vel. Turnézott Lionel Hamptonnal.
Egy európai turné során Hamptonnal Európában, Svédországban maradt, ahol Harry Arnold big bandjében trombitált. Bailey jobban szerette a big bandeket, mint a combo, de több európai nagyzenekarral is kapcsolatba került, köztük a Kenny Clarke/Francy Boland Big Band-el.
A Quincy Jones-szal töltött idő után egy rövid időre visszatért az Egyesült Államokba (1960). Meghívták Freddie Redd zongoista szextettjének részeként Redd's Blues felvételére, miután egy svédországi turné során találkozott a zongoristával, és játszott az 1960-as Newport Jazz Festivalon. Aztán visszatért Európába, előszörNémetországba, majd Hollandiába, ahol végleg le is telepedett.
1969-ben játszott Eddie Harris és a Les McCann „Swiss Movement” című albumán, amelyet a Montreux-i Jazz Fesztiválon vettek fel élőben − bár nem ez volt a megszokott zenei stílusa. 1988-ban Tony Coe brit klarinétművésszel dolgozott, és albumokat rögzített egészen 2000-ig, amikor a hetvenes évei közepén járt.
Bailey otthon, Amszterdamban halt meg 2005. április 14-én.

## Albumok
- Quincy - Here We Come (1959)
- Big Brass (1960)
- Soul Eyes (1968)
- Folklore in Swing  (1966)
- The Balkan in My Soul (1968)
- Soul Eyes: Jazz Live at the Domicile Munich (1968)
- Mirrors (The Amazing Benny Bailey) (1971)
- Islands (1976)
- Serenade to a Planet (1976)
- East of Isar with Sal Nistico (1978)
- Grand Slam (1978)
- While My Lady Sleeps (1990)
- No Refill (1994)
- Angel Eyes (1995)
- Peruvian Nights (TCB, 1996)
- I Thought About You (1996)
- The Satchmo Legacy (2000)

### Kenny Clarke/Francy Boland Big Band
- Jazz Is Universal (1962)
- Handle with Care (Clarke-Boland Big Band album; 1963)
- Now Hear Our Meanin' (1965)
- Swing, Waltz, Swing (966)
- Sax No End (1967)
- Out of the Folk Bag (1967)
- 17 Men and Their Music (1967)
- All Smiles (album) (1968)
- Faces (Clarke-Boland Big Band album; 1969)
- Latin Kaleidoscope (1969)
- Fellini 712 (1969)
- All Blues (Clarke-Boland Big Band album; 1969)
- More Smiles (1969)
- Clarke Boland Big Band en Concert avec Europe 1 (1992)
- Off Limits (album)|Off Limits (P1970)
- November Girl with Carmen McRae (1975)
- Change of Scenes  with Stan Getz (1971)